# Chlomethoxyfen
Chlomethoxyfen ist eine chemische Verbindung aus der Gruppe der Diphenylether-Herbizide. Das Kontaktherbizid ist ein Protoporphyrinogen-Oxidasehemmer und wirkt über die jungen Sprossteile, Blätter und teilweise über die Wurzeln von breitblättrigen Unkräutern und Gräsern. Es wird im Reisanbau zur Bekämpfung von Hühnerhirsen, Simsen und einjährigen Breitblattunkräutern verwendet. Zwischen 1975 und 1985 war es dort einer der wichtigsten Herbizidwirkstoffe.

## Gewinnung und Darstellung
Chlomethoxyfen wird ausgehend von Anisol dargestellt. Dieses wird chloriert und mit Salpetersäure nitriert. Das 3-Chlor-6-nitroanisol reagiert nun mit 2,4-Dichlorphenol zu Chlomethoxyfen.

## Zulassung
Die Verwendung des Wirkstoffs Chlomethoxyfen in Pflanzenschutzmitteln ist in der Europäischen Union nicht erlaubt.
In Deutschland, Österreich und der Schweiz sind keine Pflanzenschutzmittel mit diesem Wirkstoff zugelassen.